# 拉朗德德弗龙萨克
拉朗德德弗龙萨克（法語：La Lande-de-Fronsac，法語發音：[la lɑ̃d də fʁɔ̃sak]）是法国吉伦特省的一个市镇，属于利布尔讷区。

## 地理
拉朗德德弗龙萨克（44°58'47"N, 0°22'52"W）面积8.53 平方千米，位于法国新阿基坦大区吉倫特省，该省份为法国西南部沿海省份，是法國本土面积最大的省，北起滨海夏朗德省，西临大西洋，南至朗德省，东南接洛特-加龍省，东临多爾多涅省。
与拉朗德德弗龙萨克接壤的市镇（或旧市镇、城区）包括：圣罗曼拉维尔韦、弗龙萨代地区卡迪拉克、圣安德烈-德屈布扎克、瓦勒德维尔韦、塔尔内斯、韦拉克。

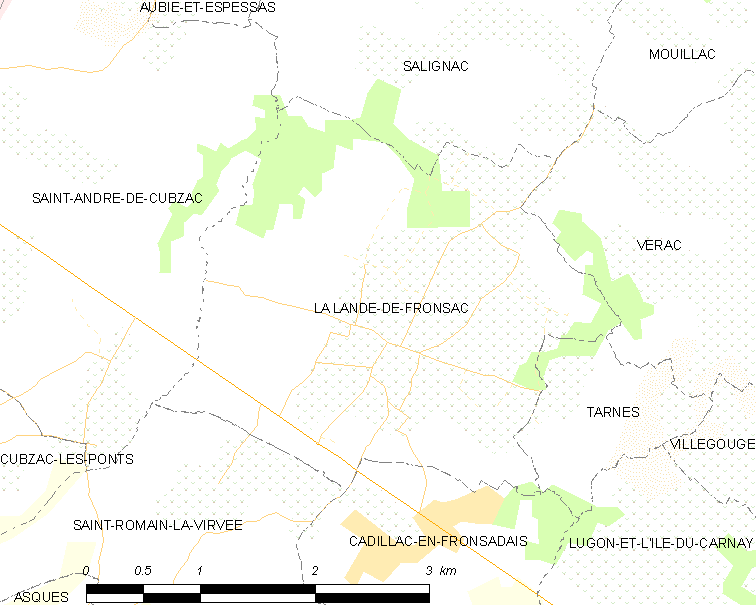
拉朗德德弗龙萨克的OSM定位图

拉朗德德弗龙萨克的时区为UTC+01:00、UTC+02:00（夏令时）。

## 行政
拉朗德德弗龙萨克的邮政编码为33240，INSEE市镇编码为33219。

## 政治
拉朗德德弗龙萨克所属的省级选区为勒利布尔奈-弗龙萨代县。

## 人口

1962-2008年间拉朗德德弗龙萨克人口变化图示

拉朗德德弗龙萨克于2022年1月1日时的人口数量为2739人。